# Братівоєшть
Братівоєшть, Братівоєшті (рум. Brativoești) — село у повіті Мехедінць в Румунії. Входить до складу комуни Бала.
Село розташоване на відстані 262 км на захід від Бухареста, 35 км на північний схід від Дробета-Турну-Северина, 101 км на північний захід від Крайови.

## Населення
За даними перепису населення 2002 року у селі проживали 184 особи, усі — румуни. Усі жителі села рідною мовою назвали румунську.